# Gualaceo (parroquia de Gualaceo)
Gualaceo es la única parroquia urbana de la ciudad homónima, provincia de Azuay, Ecuador. La parroquia se divide en dos una parte urbana y otra rural. Es la parroquia más poblada del cantón.

## Historia
Gualaceo se encuentra en un valle parte del territotio del pueblo cañari. 

## Gobierno y política
Gualaceo es la única parroquia urbana que conforma la cabecera cantonal homónima. Los límites de la parroquia corresponden a los mismos de la ciudad.

Los cantones son circunscripciones territoriales conformadas por parroquias rurales y la cabecera cantonal con sus parroquias urbanas
Código Orgánico de Ordenamiento Territorial (COOTAD)

El 9 de junio de 2011, el Consejo Cantonal de Gualaceo aprobó la ordenanza de delimitación de veinticinco barrios, dentro del espacio urbano de la parroquia.
| Barrios urbanos de Gualaceo | Barrios urbanos de Gualaceo | Barrios urbanos de Gualaceo | Barrios urbanos de Gualaceo | Barrios urbanos de Gualaceo | Barrios urbanos de Gualaceo |
| --------------------------- | --------------------------- | --------------------------- | --------------------------- | --------------------------- | --------------------------- |
|                             | 1. Centro Histórico         | 6. Llano Norte              | 11. El Estadio              | 16. Llampasay               | 21. Belén                   |
| 2. Simón Bolívar            | 7. Ayaloma                  | 12. El Arenal               | 17. Guazhalán               | 22. Nieves                  |                             |
| 3. Benigno Vázquez          | 8. Llano Alto               | 13. El Triunfo              | 18. Patúl Bajo              | 23. Chiquintur              |                             |
| 4. Cuenca                   | 9. Picay                    | 14. El Progreso             | 19. San Francisco           | 24. Parculoma               |                             |
| 5. Parque del Niño          | 10. El Chorro               | 15. Patúl                   | 20. Efraín Vázquez          | 25. Chicagüiña              |                             |

## Topografía
- Montaña: Dotaxi, Cristo Rey
- Lago: Maylas
- Ríos: Santa Bárbara, San Francisco, San José